# Phyllodoce lineata
Phyllodoce lineata is een borstelworm uit de familie Phyllodocidae. Het is inheems in de noordoostelijke Atlantische Oceaan en de Middellandse Zee, waar het voorkomt in de intergetijdengebied en ondiepe subtidale zones op zacht sediment. Phyllodoce lineata werd in 1870 voor het eerst wetenschappelijk beschreven door René-Édouard Claparède.

## Beschrijving
Dit is een uit meerdere segmenten opgebouwde borstelworm van variabele lengte, met 300 segmenten van ongeveer 200 mm lang. Het prostomium  (gedeelte voor de mondopening) is ongeveer vijfhoekig. Net als andere leden van het geslacht draagt het prostomium twee paar antennes, een paar ogen en een paar grote, intrekbare nekorganen. De proboscis is omkeerbaar en is verdeeld in twee verschillende delen. Het proximale deel van de proboscis draagt ongeveer vijfentwintig longitudinale rijen kleine papillen, en het distale deel draagt zes longitudinale rijen grotere, knobbelachtige uitsteeksels en een ring van papillen aan het uiteinde. Het lichaam is langwerpig en even breed, afgezien van een taps toelopende punt. Lange tentakelachtige cirri worden gedragen op de eerste zeven lichaamssegmenten en vlezige peddelachtige parapodia worden gedragen op de rest. De ogen zijn rood en er is wat donkere pigmentatie voor en langs de zijkanten van het lichaam.

## Verspreiding
Phyllodoce lineata komt voor in de noordoostelijke Atlantische Oceaan, in het verspreidingsgebied van de Noordzee, de westkust van Schotland en Ierland, de Golf van Biskaje, het Iberisch Schiereiland en de Middellandse Zee. Het wordt gevonden in de intergetijden- en ondiepe subgetijdengebieden op zanderige en modderige ondergronden.

## Biologie
Als roofdier en aaseter voedt P. lineata zich voornamelijk met andere borstelwormen. De geslachten zijn gescheiden en de bevruchting is extern. Eieren komen meestal uit in trochophora-larven, die planktonachtig zijn en wanneer ze voldoende ontwikkeld zijn, een metamorfose ondergaan in gesegmenteerde juvenielen.